# Gilardo Gilardi
Gilardo Gilardi (San Fernando,25 de mayo de 1889 - 16 de enero de 1963) fue un compositor, pianista y director de orquesta argentino.
Desde muy pequeño estudió con su padre, Andrés Gilardi, y posteriormente con el maestro Pablo Berrutti. Entre 1929 y 1932 formó parte del grupo Renovación, junto a otros compositores como Juan José Castro y Luis Gianneo.
Su música explora la escala pentatónica y los ritmos americanos, pero con el marco instrumental y estilístico clásico de la música europea.
Fue profesor en la Universidad Nacional de La Plata, y escribió un Tratado elemental de armonía. Entre sus discípulos se encuentran los compositores, pianistas y profesores Pía Sebastiani y el organista Carlos Bellisomi. Ellos estudiaron composición con Gilardi durante las primeras décadas del siglo XX y ambos continuaron con su impronta de formador para nuevas generaciones de músicos tanto en la ciudad de La Plata como en Buenos Aires.  
En la década del sesenta, el Conservatorio de Música y Arte Escénico (creado por el compositor Alberto Ginastera el 18 de mayo de 1949) adopta su nombre, pasándose a llamar Conservatorio de Música Gilardo Gilardi, siendo uno de los primeros y más grandes del país y de América del Sur.  

## Resumen de obras
- 1923 Ilse (Ópera)
- 1927 Septeto para flauta, clarinete,arpa y cuarteto de cuerdas.
- 1934 La Leyenda del Urutaú (Ópera con libreto de José Oliva Nogueira )
- 1938 Gaucho con botas nuevas (Poema sinfónico humorístico)
- 1941  Quinteto pentafono para flauta,oboe,clarinete, corno y fagot.
- 1953 Díptico criollo para flauta,clarinete,arpa y cuarteto de cuerdas.
- Evocación quechua
- Piruca y yo (Suite para orquesta de cámara de cuerdas)

## Banda sonora de películas
- 1943 Tres hombres del río
- 1945 Éramos seis
- 1951 Los isleros